# Camille Nicolas
Camille Nicolas, né le 11 septembre 1895 au Perreux-sur-Marne et mort le 24 octobre 1967, à Livry-Gargan, est un résistant français.

## Biographie
Camille Nicolas exerce la profession d’enquêteur  à Livry-Gargan. Il entre dans la résistance dès 1940 et fonde le réseau de Résistance M-4 en 1941. Sa première activité est de regrouper les aviateurs alliés tombés en parachute sur le territoire français. Il héberge des aviateurs chez lui, ou chez des livryens (trois cent quatre selon la Tribune Républicaine), dont une centaine d'anglais dont l'avion a été abattu, son activité professionnelle l'aide dans leur accueil.
Il prend une part active aux sabotages dans la région nord et nord-est de Paris et s'implique aussi dans le domaine de la propagande et du renseignement.
Il rallie à sa cause Émile Gérard, alors maire de la commune, Jean-Paul Masson, commissaire de police, Gaston-Claude Simon, chirurgien en chef de l'hôpital de Montfermeil, M. Rey, contrôleur des contributions indirectes, M. Canaux, receveur des postes, toute la gendarmerie de la commune, et la Poudrerie de Sevran.
Il est en contact avec les réseaux de résistance Dutch-Paris, Bourgogne, Monica, Sussex, Charles…
Il est arrêté par la Gestapo en décembre 1943, interné à Fresnes, puis relâché en 1944.
Après la guerre, il est décoré officier de la légion d’honneur au titre de la Résistance intérieure française, diplômé des services anglais et stratégiques américains O.S.S.171., diplômé par le maréchal de l’Air britannique Tedder, décoré de la « Medal of Freedom » avec palmes, décoré de la Médaille militaire, décoré de la Croix de guerre 1939-1945 avec palme et six citations et décoré de la Médaille de la résistance.

## Distinctions, récompenses et hommages

### Décorations
Camille Nicolas est titulaire de plusieurs décorations française :
- Officier de la Légion d'honneur (14 janvier 1948)[2]
- Médaille militaire
- Croix de guerre 1914–1918
- Croix de guerre 1939–1945
- Médaille de la Résistance française (31 mars 1947)[3]
- Médaille de la Liberté (États-Unis)

### Hommages
- Son nom est attribué à une rue de Livry-Gargan
- En 2013, des collégiens de Livry-Gargan étudient sa vie a l'occasion du concours national de la Résistance et de la déportation[4].

## Pour approfondir

### Archives
- « Nicolas Camille Raoul ». Fonds : Dossier de Légion d'honneur; Cote : 19800035/878/3027. Pierrefitte-sur-Seine : Archives nationales (France) (lire en ligne).